# Susurros del corazón (manga)
Susurros del corazón, conocida en Japón como Mimi wo sumaseba (耳をすませば?  lit. Si escuchas de cerca), es una serie de manga japonesa escrita e ilustrada por Aoi Hiiragi. El manga fue publicado por la revista Ribon entre agosto y noviembre de 1989 cuyo título era Mimi wo sumaseba. Debido al éxito, fue relanzado en un único tomo en febrero de 1990. Se sacó una segunda parte, Mimi wo sumaseba: Shiawasena Jikan en la misma revista Ribon en el año 1995. En 1995, fue adaptada en una película de anime por el Studio Ghibli.

## Sinopsis
Shizuku Tsukishima es una adolescente aficionada a la lectura que tiene como plan pasar sus vacaciones de verano leyendo en la biblioteca y traduciendo canciones extranjeras. Para su sorpresa, sus planes dan un giro cuando descubre que hay un mismo nombre, Seiji Amasawa, en las fichas de los libros que coge en la biblioteca y además siempre se encuentra antes que ella, es decir, lee los libros primero que ella; lo cual la molesta mucho, y decide buscar a aquel personaje. Un día en el tren se encuentra con un gato misterioso que la lleva a la tienda donde Seiji trabaja como aprendiz de luthier, creando y tocando violines. Seiji le cuenta a Shizuku que su sueño es llevar su arte a Italia, animándola también a escribir libros. A partir de entonces, Shizuku y Seiji se harán una promesa.